# Haosoleum
Haosoleum este al cincilea album de studio al formației de rock alternativ Alternosfera, lansat în 2015.

## Lista cântecelor
| #   | Titlul                                    | Durata |
| --- | ----------------------------------------- | ------ |
| 1.  | "Drumul tristeților Part I (numere)"      | 2:33   |
| 2.  | "Drumul tristeților Part II (bijutierul)" | 4:08   |
| 3.  | "Cad fulgi / SOS"                         | 4:16   |
| 4.  | "Dialog K"                                | 4:21   |
| 5.  | "Punct"                                   | 3:41   |
| 6.  | "Am uitat"                                | 4:23   |
| 7.  | "Cheamă-mă"                               | 4:24   |
| 8.  | "Sarmanul Dionis"                         | 3:34   |
| 9.  | "Din păcate"                              | 3:43   |
| 10. | "Au ploile azi..."                        | 4:52   |
| 11. | "Răsai"                                   | 3:59   |
| 12. | "Haosoleum"                               | 3:43   |